# 內斯泰里夫卡河
內斯泰里夫卡河（羅馬化：Nesterivka）是烏克蘭的河流，位於該國西部捷爾諾波爾州，屬於塞雷特河的右支流，發源自內斯泰里夫齊西北面，流經捷尔诺波尔区，河道全長18公里。